# 1. FC Polešovice
1. FC Polešovice je fotbalový klub z Polešovic na Uherskohradišťsku, který byl založen v roce 1931. Od sezony 2021/22 nastupuje v I. B třídě Zlínského kraje – sk. C (7. nejvyšší soutěž).
Největším úspěchem klubu je účast ve třech ročnících Divize D (1997–2000).
Svoje domácí zápasy hraje na stadionu Na Loučkách.

## Historické názvy
Zdroj: 
- 1931 – SK Polešovice (Sportovní klub Polešovice)
- 1934 – zánik
- 1942 – obnovení činnosti
- 1948 – JTO Sokol Polešovice (Jednotná tělovýchovná organisace Sokol Polešovice)
- 1953 – DSO Sokol Polešovice (Dobrovolná sportovní organisace Sokol Polešovice)
- 1957 – TJ Sokol Polešovice (Tělovýchovná jednota Sokol Polešovice)
- 1963 – TJ Družstevník Polešovice (Tělovýchovná jednota Družstevník Polešovice)
- 1993 – 1. FC Polešovice (1. Football Club Polešovice)
- 2016 – 1. FC Polešovice, z.s. (1. Football Club Polešovice, zapsaný spolek)

## Stručná historie klubu
V roce 1931 byl studenty založen Sportovní klub Polešovice, který provozoval hlavně kopanou. Prvním předsedou klubu se stal obvodní lékař MUDr. Karel Procházka. První oficiální utkání se hrálo v Ostrožské Nové Vsi, kde Polešovice prohrály 0:5. V roce 1934 klub zanikl a dělníci založili Dělnický sportovní klub Polešovice, který převzal většinu rekvizit po původním SK.
Činnost Sportovního klubu Polešovice byla obnovena studenty roku 1942 a předsedou se stal poštovní úředník Antonín Míša. Téhož roku bylo na polešovických loukách sehráno propagační utkání s Moravským Pískem, v němž za domácí nastoupil i bývalý věhlasný brankář František Plánička, jehož přítomnost přilákala přes 3 500 diváků ze širokého okolí. Ke konci druhé světové války nastupoval za Polešovice pozdější prvoligový fotbalista František Drga.
Po únoru 1948 došlo ke změně názvu na Sokol Polešovice a od roku 1963 klub nesl název Družstevník Polešovice. Dne 1. listopadu 1993 byla svolána valná hromada a došlo k zatím poslední změně názvu na 1. FC Polešovice. Polešovické A-mužstvo trénovali mj. bývalí prvoligoví fotbalisté Vratislav Chaloupka a Miroslav Hlahůlek (od sezony 2020/21).
Od roku 2016 je předsedou klubu Tomáš Bartošík. Od sezony 2021/22 je klub účastníkem I. B třídy Zlínského kraje – sk. C, kterou hraje po 15 letech strávených v okresních soutěžích.

## Zázemí klubu
První hřiště bylo na obecních loukách – na pastvisku, kde se pásal dobytek. Od roku 1943 se na obecním pozemku začalo budovat nové hřiště Na loučkách, které bylo dokončeno v roce 1945. Hlavním iniciátorem výstavby byl v pořadí třetí předseda klubu, obvodní lékař MUDr. František Lipner. Druhé hřiště bylo otevřeno roku 1948. Začátkem 70. let se začalo s rekonstrukcí hrací plochy a jejího okolí. Hřiště bylo znovu otevřeno v červnu 1975 zápasem s divizním mužstvem JTT Veselí nad Moravou (porážka 1:3). V 80. letech byla mj. zastřešena tribuna a vybudováno tréninkové hřiště (110×60 metrů). Stadion Na Loučkách má rozměry hrací plochy 101×60 metrů a krytou tribunu pro 100 diváků.

## Umístění v jednotlivých sezonách
Stručný přehled
- 1988–1989: Okresní přebor Uherskohradišťska
- 1989–1990: Okresní soutěž Uherskohradišťska – sk. A
- 1990–1994: Okresní přebor Uherskohradišťska
- 1994–1995: I. B třída Středomoravské župy – sk. C
- 1995–1996: I. A třída Středomoravské župy – sk. B
- 1996–1997: Středomoravský župní přebor
- 1997–2000: Divize D
- 2000–2001: Středomoravský župní přebor
- 2001–2002: I. A třída Středomoravské župy – sk. B
- 2002–2006: I. B třída Zlínského kraje – sk. C
- 2006–2013: Okresní přebor Uherskohradišťska
- 2013–2017: Okresní soutěž Uherskohradišťska – sk. A
- 2017–2021: Okresní přebor Uherskohradišťska
- 2021–: I. B třída Zlínského kraje – sk. C

Jednotlivé ročníky
Legenda: Z – zápasy, V – výhry, R – remízy, P – porážky, VG – vstřelené góly, OG – obdržené góly, +/− – rozdíl skóre, B – body, červené podbarvení – sestup, zelené podbarvení – postup, fialové podbarvení – reorganizace, změna skupiny či soutěže
| Československo (1988 – 1993) |                                          |        |    |    |    |    |    |    |     |    |        |
| Sezóny                       | Liga                                     | Úroveň | Z  | V  | R  | P  | VG | OG | +/− | B  | Pozice |
| 1988/89                      | Okresní přebor Uherskohradišťska         | 8      | 26 | 7  | 7  | 12 | 41 | 48 | −7  | 21 | 13.    |
| 1989/90                      | Okresní soutěž Uherskohradišťska – sk. A | 9      |    | …  | …  | …  | …  | …  | …   |    | 1.     |
| 1990/91                      | Okresní přebor Uherskohradišťska         | 8      | 26 | 7  | 2  | 17 | 33 | 61 | −35 | 16 | 13.    |
| 1991/92                      | Okresní přebor Uherskohradišťska         | 8      |    | …  | …  | …  | …  | …  | …   |    |        |
| 1992/93                      | Okresní přebor Uherskohradišťska         | 8      | 22 | 8  | 7  | 7  | 34 | 30 | +4  | 23 | 7.     |
| Česko (1993 – )              |                                          |        |    |    |    |    |    |    |     |    |        |
| Sezóny                       | Liga                                     | Úroveň | Z  | V  | R  | P  | VG | OG | +/− | B  | Pozice |
| 1993/94                      | Okresní přebor Uherskohradišťska         | 8      | 26 | 23 | 3  | 0  | 95 | 22 | +73 | 49 | 1.     |
| 1994/95                      | I. B třída Středomoravské župy – sk. C   | 7      | 26 | 16 | 7  | 3  | 58 | 20 | +38 | 55 | 2.     |
| 1995/96                      | I. A třída Středomoravské župy – sk. B   | 6      | 26 | 20 | 3  | 3  | 79 | 24 | +55 | 63 | 2.     |
| 1996/97                      | Středomoravský župní přebor              | 5      | 30 | 21 | 4  | 5  | 66 | 34 | +32 | 67 | 2.     |
| 1997/98                      | Divize D                                 | 4      | 30 | 16 | 5  | 9  | 43 | 41 | +2  | 53 | 3.     |
| 1998/99                      | Divize D                                 | 4      | 30 | 15 | 2  | 13 | 46 | 53 | −7  | 47 | 3.     |
| 1999/00                      | Divize D                                 | 4      | 30 | 3  | 6  | 21 | 15 | 68 | −53 | 15 | 16.    |
| 2000/01                      | Středomoravský župní přebor              | 5      | 30 | 8  | 10 | 12 | 40 | 54 | −14 | 34 | 13.    |
| 2001/02                      | I. A třída Středomoravské župy – sk. B   | 6      | 26 | 7  | 3  | 16 | 34 | 69 | −35 | 24 | 14.    |
| 2002/03                      | I. B třída Zlínského kraje – sk. C       | 7      | 26 | 9  | 6  | 11 | 38 | 37 | +1  | 33 | 11.    |
| 2003/04                      | I. B třída Zlínského kraje – sk. C       | 7      | 26 | 9  | 8  | 9  | 38 | 43 | −5  | 35 | 7.     |
| 2004/05                      | I. B třída Zlínského kraje – sk. C       | 7      | 26 | 8  | 2  | 16 | 46 | 69 | −23 | 26 | 12.    |
| 2005/06                      | I. B třída Zlínského kraje – sk. C       | 7      | 26 | 9  | 3  | 14 | 35 | 54 | −19 | 30 | 12.    |
| 2006/07                      | Okresní přebor Uherskohradišťska         | 8      | 26 | 10 | 6  | 10 | 40 | 38 | +2  | 36 | 7.     |
| 2007/08                      | Okresní přebor Uherskohradišťska         | 8      | 26 | 13 | 2  | 11 | 62 | 55 | +7  | 36 | 4.     |
| 2008/09                      | Okresní přebor Uherskohradišťska         | 8      | 26 | 14 | 2  | 10 | 59 | 48 | +11 | 44 | 5.     |
| 2009/10                      | Okresní přebor Uherskohradišťska         | 8      | 26 | 10 | 3  | 13 | 49 | 63 | −14 | 33 | 8.     |
| 2010/11                      | Okresní přebor Uherskohradišťska         | 8      | 26 | 12 | 5  | 9  | 61 | 57 | +4  | 41 | 7.     |
| 2011/12                      | Okresní přebor Uherskohradišťska         | 8      | 26 | 11 | 3  | 12 | 51 | 57 | −6  | 36 | 8.     |
| 2012/13                      | Okresní přebor Uherskohradišťska         | 8      | 26 | 7  | 2  | 17 | 43 | 76 | −33 | 23 | 13.    |
| 2013/14                      | Okresní soutěž Uherskohradišťska – sk. A | 9      | 22 | 15 | 3  | 4  | 87 | 35 | +52 | 48 | 2.     |
| 2014/15                      | Okresní soutěž Uherskohradišťska – sk. A | 9      | 22 | 16 | 1  | 5  | 77 | 40 | +37 | 49 | 2.     |
| 2015/16                      | Okresní soutěž Uherskohradišťska – sk. A | 9      | 22 | 7  | 2  | 13 | 61 | 69 | −8  | 23 | 9.     |
| 2016/17                      | Okresní soutěž Uherskohradišťska – sk. A | 9      | 20 | 19 | 1  | 0  | 75 | 22 | +53 | 58 | 1.     |
| 2017/18                      | Okresní přebor Uherskohradišťska         | 8      | 26 | 12 | 5  | 9  | 65 | 52 | +13 | 41 | 4.     |
| 2018/19                      | Okresní přebor Uherskohradišťska         | 8      | 26 | 8  | 4  | 14 | 48 | 65 | −17 | 28 | 11.    |
| 2019/20                      | Okresní přebor Uherskohradišťska         | 8      | 13 | 3  | 2  | 8  | 29 | 45 | −16 | 11 | 11.    |
| 2020/21                      | Okresní přebor Uherskohradišťska         | 8      | 9  | 7  | 2  | 0  | 36 | 9  | +27 | 23 | 1.     |
| 2021/22                      | I. B třída Zlínského kraje – sk. C       | 7      | 26 | 11 | 4  | 11 | 39 | 38 | +1  | 37 | 6.     |
| 2022/23                      | I. B třída Zlínského kraje – sk. C       | 7      | 26 | 7  | 2  | 17 | 32 | 60 | −28 | 23 | 13.    |
| 2023/24                      | I. B třída Zlínského kraje – sk. C       | 7      | 26 | 12 | 6  | 8  | 50 | 47 | +3  | 42 | 6.     |
| 2024/25                      | I. B třída Zlínského kraje – sk. C       | 7      | 22 | 6  | 6  | 10 | 38 | 47 | −9  | 24 | 10.    |

Poznámky:
- 1993/94: Do konce této sezony byly za vítězství udělovány 2 body.[35]
- 1994/95: Od začátku této sezony jsou za výhru udělovány 3 body.[18] Postoupilo také vítězné mužstvo TJ Baník Šardice.[18]
- 1995/96: Postoupilo také vítězné mužstvo TJ Sokol Mysločovice.[20]
- 1996/97: Postoupilo také vítězné mužstvo FCS Mysločovice.
- 2019/20: Z důvodu pandemie covidu-19 v Česku byl tento ročník z rozhodnutí FAČR ukončen po třinácti odehraných kolech.[36]
- 2020/21: Z důvodu pandemie covidu-19 v Česku byl tento ročník z rozhodnutí FAČR ukončen po devíti odehraných kolech.[8]